# سرنية
سُرَنية أو سُرنيا أو (نقحرة: سورانيا) (بالإيطالية: Soragna)‏ هي بلدية في مقاطعة بارما في إقليم إميليا رومانيا الإيطالي.

## السكان
في سنة 1861 بلغ عدد السكان 5٬255 نسمة، وتطور العدد ليصل في سنة 2011 لـ 4٬872 نسمة.
يظهر هذا المخطط البياني تطور النمو السكاني لـ سُرنية

## توأمة
لسُرَنية اتفاقيات توأمة مع:
- بانسكا شتيفنيتسا